# داميان ماثيو
داميان ماثيو (بالإنجليزية: Damian Matthew)‏ (23 سبتمبر 1970 في المملكة المتحدة - ) هو لاعب كرة قدم بريطاني في مركز الوسط. شارك مع منتخب إنجلترا تحت 21 سنة لكرة القدم. أما مع النوادي، فقد لعب مع تشيلسي وكريستال بالاس ونادي بريستول روفيرز ونادي بيرنلي ونادي لوتون تاون ونادي نورثامبتون تاون.

## وصلات خارجية
- داميان ماثيو على موقع قاعدة بيانات كرة القدم.إي يو (الإنجليزية)
- داميان ماثيو على موقع Soccerbase.com (لاعب) (الإنجليزية)
- داميان ماثيو على موقع عالم كرة القدم.نت (الإنجليزية)